# Unabhängigkeitstag (Osttimor)

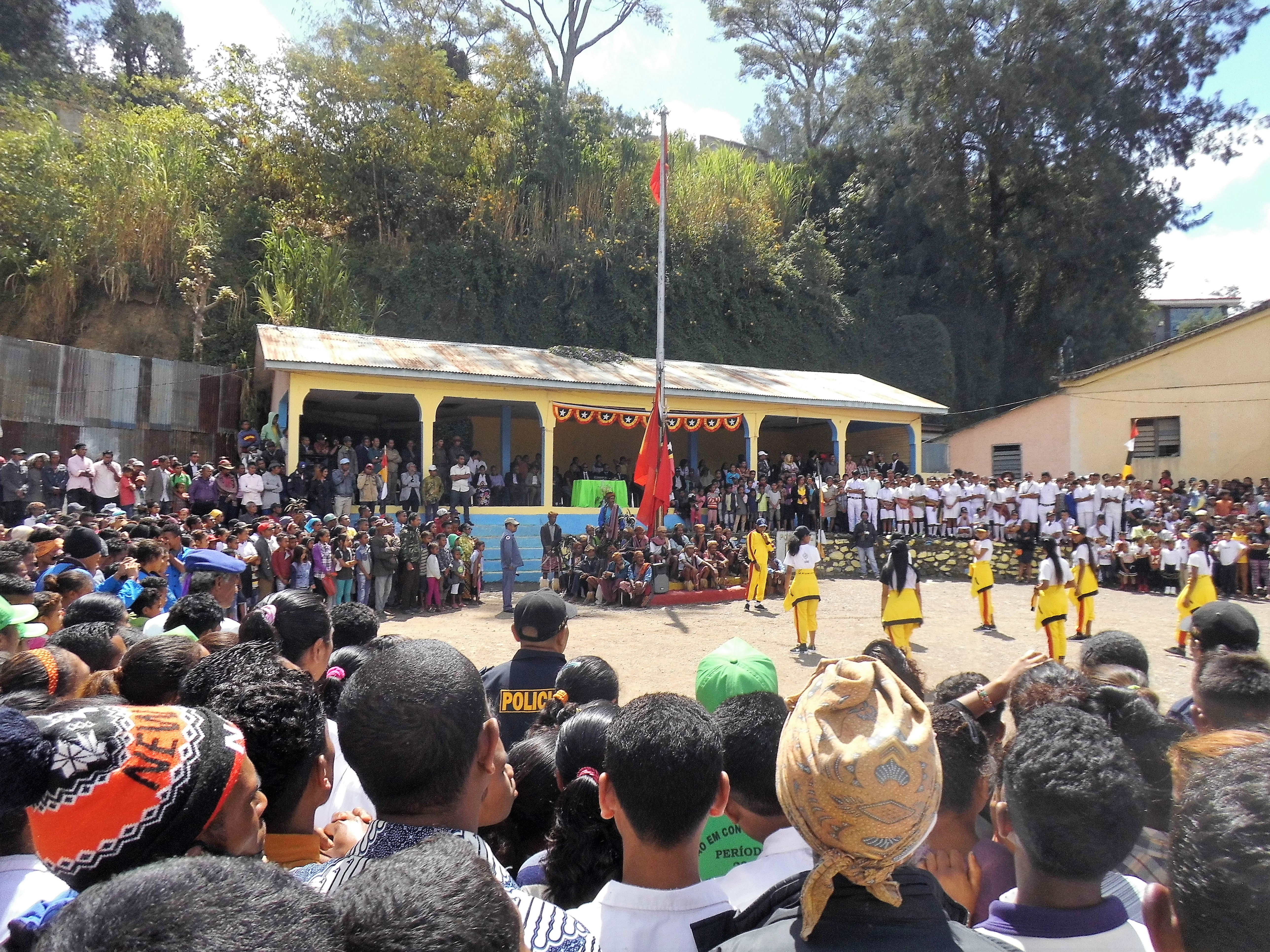
Feierlichkeiten zum Unabhängigkeitstag 2018 in Maubisse

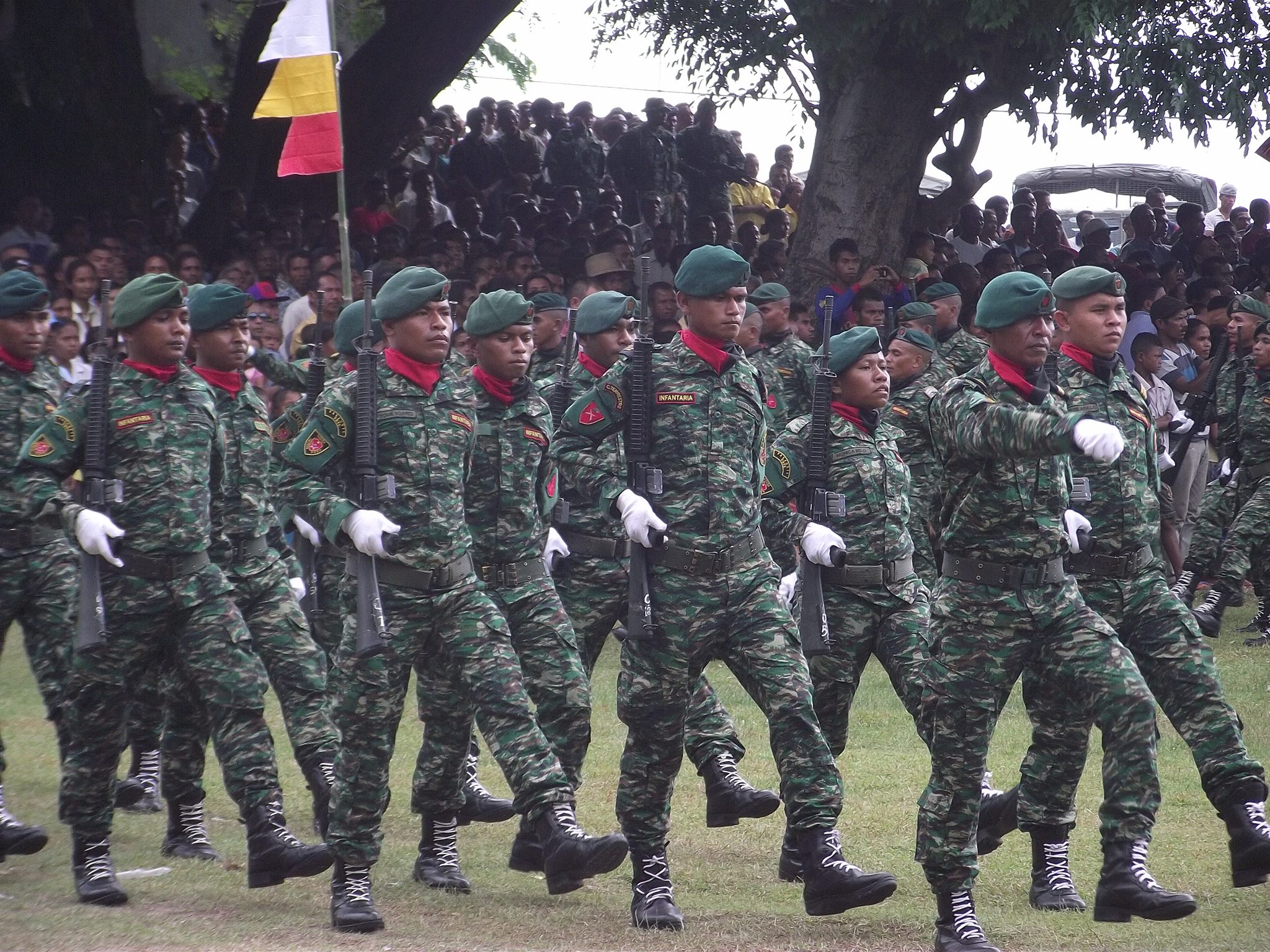
Truppenparade zum Unabhängigkeitstag (2014)

Der Unabhängigkeitstag Osttimors oder Tag der Wiederherstellung der Unabhängigkeit am 20. Mai ist ein nationaler Feiertag in Osttimor.
In Osttimor wird der Tag auch „Tag der Wiederherstellung der Unabhängigkeit“ genannt, weil man sich offiziell als unabhängiger Staat ansah, nachdem man sich am 28. November 1975 einseitig von der Kolonialmacht Portugal lossagte (Dieser Tag wird heutzutage als Proklamationstag gefeiert). Jedoch besetzte neun Tage später der Nachbar Indonesien das Land und annektierte es. International wurde Osttimor als portugiesisches Territorium unter indonesischer Verwaltung angesehen. Weder Unabhängigkeitserklärung noch Annexion wurden im Allgemeinen anerkannt. Nach 24 Jahren Guerillakrieg sprach sich die Mehrheit der Bevölkerung Osttimors in einem Unabhängigkeitsreferendum 1999 für die Unabhängigkeit aus. Nach einer letzten Gewaltwelle durch die Besatzungsmacht kam das Land unter UN-Verwaltung, bis es nach drei Jahren am 20. Mai 2002 in die Unabhängigkeit entlassen wurde. Der 20. Mai 1974 war der Gründungstag der späteren FRETILIN, der in der Unabhängigkeitsbewegung dominierenden Partei.